# Casa Conrad Roure
La Casa Conrad Roure és un edifici modernista situat al carrer Aribau, 155 de l'Eixample de Barcelona, catalogat com a bé cultural d'interès local.

## Història
Va ser projectat per l'arquitecte Ferran Romeu i Ribot el 1901, i construït el 1902. Té influències del Castel Béranger d'Hector Guimard a París.
Fou reformat a principis del segle xxi, deixant la planta baixa i pis per a oficines i realitzant una remunta de quatre pisos d'habitatges, segons el projecte de l'equip BST (Bonet, Steegmann, Tiana), plasmat en un Pla Especial Integral aprovat definitivament el 27 d'abril del 2001.

## Descripció
L'edifici original era de planta baixa, pis i terrat. L'accés principal dona pas a una zona de vestíbul i unes escales que permeten accedir al pis.
La façana té els baixos revestits de carreus en relleu i la planta pis esta recoberta de morter. Estructura les seves obertures en tres eixos verticals de ritme regular. La planta baixa s'obre al carrer per mitjà d'un gran portal a l'esquerra i dos grans finestrals ampitats per baranes de ferro forjat. La planta superior presenta tres balcons en voladís amb estructura metàl·lica ancorada a la paret reforçada per tirants, també de ferro. La llosana esta recoberta a la part inferior per rajoles vidriades policromes amb motius vegetals.
Hi destaca el portal d'entrada, emmarcat per un gran arc de ferradura sustentat per dos columnes de capitells vegetals, on hi ha unes inscripcions en relleu decoratiu amb caràcters goticistes on es pot llegir «Al gust d'ell cad' estil fa sa morada - cada aucell fa'l seu niu com més li agrada». A les impostes de l'arc hi ha unes carteles amb la data de construcció de l'edifici, i com homenatge al propietari un roure en la clau de l'arc. Al vestíbul que s'accedeix a través d'aquesta porta principal surten les escales que pugen al primer pis. Cal destacar el sòcol amb rajoles ceràmiques de temàtica vegetal, una sanefa d'esgrafiats vegetals i l'embigat del sostre. Al replà de l'escala una columna de capitell esculpit sustenta una gran jàssera.